# Campogors
De campogors (Coryphaspiza melanotis) is een zangvogel uit de familie Thraupidae (tangaren). Het is een kwetsbare vogelsoort uit Zuid-Amerika.

## Kenmerken
De vogel is 13,5 cm lang. Het is een vinkachtige vogel met een opvallend gevlekt verenkleed. Het mannetje heeft een zwarte kruin en  zwart "gezicht" en daartussen een witte wenkbrauwstreep. Op de borst en flanken zijn zwarte vlekjes, de nek is grijs en dit grijs gaat op de rug geleidelijk over in warmbruin met zwarte streepjes. De vleugels zijn olijfkleurig bruin, de slagpennen iets lichter. De staart is donker met witte uiteinden die alleen in vlucht zichtbaar zijn. De snavel is van onder oranje, de bovensnavel is donker.

## Verspreiding en leefgebied
Deze soort telt 2 ondersoorten:
- C. m. marajoara: Marajó (nabij noordoostelijk Brazilië).
- C. m. melanotis: van zuidoostelijk Peru en oostelijk Bolivia tot oostelijk en zuidoostelijk Brazilië, Paraguay en noordoostelijk Argentinië.

Het leefgebied bestaat uit open landschappen met pollen gras, kale stukken en soms plaatselijk wat struikgewas of palmbomen.

## Status
De grootte van de populatie werd in 2012 door BirdLife International geschat op 6 tot 15 duizend volwassen individuen en de populatie-aantallen nemen af. Het leefgebied wordt aangetast door intensieve landbouw en veeteelt, ontbossing, invoer van exotische grassoorten en overmatig gebruikt van pesticiden. Om deze redenen staat deze soort als kwetsbaar op de Rode Lijst van de IUCN.